# Hladno Pivo

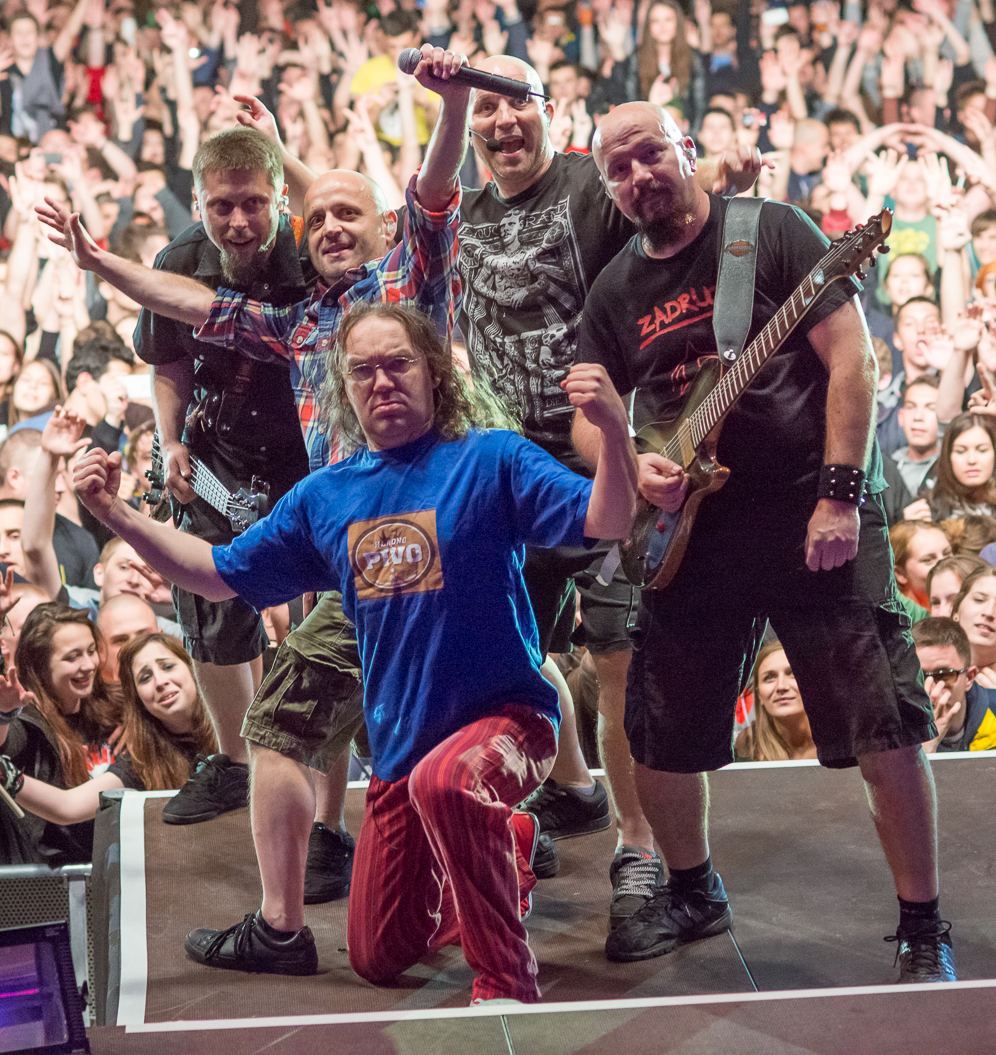
Hladno pivo (2013)

Hladno Pivo (kroatisch für „kaltes Bier“) ist eine Punk-Rock-Band aus Zagreb (Kroatien). Die Band wurde 1988 gegründet und ist sehr populär in Kroatien. Ihr wohl größter Hit ist Nije sve tako sivo (kroatisch: „Es ist nicht alles so grau“) aus dem Album Knjiga Žalbe.

## Mitglieder
Mile Kekin (Sänger), Zoki (Gitarre), Šoky (Bass), Suba (Schlagzeug), Stipe (Trompete), Deda (Klavier). Die Band hat 7 Alben veröffentlicht, wobei Džinovski und Šamar die erfolgreichsten sind. Insgesamt haben sie bisher 60.000 Platten verkauft.

## Diskografie

### Alben
- 1993: Džinovski
- 1995: G.A.D.
- 1997: Desetka
- 1999: Pobjeda
- 2003: Šamar (HR: Silber)[1]
- 2007: Knjiga Žalbe
- 2011: Svijet Glamura
- 2015: Dani zatvorenih vrata

### Livealben
- 2000: Istočno od Gajnica

### EPs
- 2002: Himna

### Singles (Auswahl)
- 1993: Pjevajte Nešto Ljubavno
- 2003: Samo Za Taj Osjećaj
- 2007: Nije sve tako sivo
- 2007: Pitala Si Me...
- 2007: Superman
- 2007: Konobar
- 2011: Pravo Ja